# Chlorzinkiodprobe
Die Chlorzinkiodprobe (auch: Iod-Zinkchlorid-Test) ist eine nasschemische Nachweisreaktion auf Cellulose. Sie ist vergleichbar mit der Iodprobe (Nachweis von Stärke); da Cellulose jedoch kein spiraliges Molekül (α-Helix) bildet, sondern eine β-Faltblattstruktur ausbildet, sind Zinkionen erforderlich, um die Struktur aufquellen zu lassen und eine Farbreaktion der Cellulose mit Iod zu erlauben. Weil Zinkchlorid ein Gefahrstoff ist, der als ätzend, gesundheitsschädlich und umweltschädlich (GHS 05, 07, 09, Gefahr!) eingestuft ist, ist eine Ersatzstoffprüfung gemäß RiSU erforderlich. Hierbei ergibt sich Calciumacetat als Ersatzstoff. Auch die Menge an Iod (Schilddrüsengift - GHS 08) ist im klassischen Chlorzinkiod-Reagenz sehr hoch und kann analog zur Iodprobe ohne weiteres auf ein ungefährliches Maß reduziert werden. Auch auf den löslichkeitsverbessernden Hilfsstoff Kaliumiodid, der als Schilddrüsengift (GHS 08) eingestuft ist, kann vollständig verzichtet werden, sofern die Lösung einen Tag vor ihrer ersten Verwendung hergestellt wird.

## Herstellung der Fertiglösungen

### Herstellung des klassischen Chlorzinkiod-Reagenz zum Cellulosenachweis
Die Rezeptur für das klassische Chlorzinkiod-Reagenz lautet: 80 g Zinkchlorid und 26 g Kaliumiodid werden in einer Braunglasflasche mit 42 ml demin. Wasser gelöst. Nach Zusatz von 2 g Iod wird 15 min lang geschüttelt und falls erforderlich filtriert. Die Flasche wird mit dem Inhalt und dem Herstellungsdatum beschriftet sowie mit den Kennzeichnungen GHS 05, 07, 08, 09 (ätzend, gesundheitsschädlich, zielorgantoxisch, umweltschädlich -Gefahr!) versehen.

### Herstellung der Calciumacetat-Lösung zum Cellulosenachweis
Die Rezeptur für der Essig-Kalk-Iod-Lösung lautet: 0,12 g Iod und 38 g Calciumacetat (wasserfrei) in eine Braunglasflasche geben und mit demin. Wasser auf 100 ml auffüllen. Vor der ersten Verwendung einen Tag stehen lassen (Grund: schlechte Löslichkeit von Iod in Wasser und Verzicht auf den Hilfsstoff Kaliumiodid). Im Verlauf von 24 Stunden mehrfach gut umschütteln. Die Flasche wird mit dem Inhalt und dem Herstellungsdatum beschriftet.

## Durchführung der Nachweisreaktion auf Cellulose
Auf einer Tüpfelplatte oder in eine Porzellanschale wird eine Spatelspitze Cellulosepulver oder ein Stückchen Papier mit wenigen Tropfen der ausgewählten Nachweislösung (s. o.) beträufelt. Nach kurzer Zeit bildet sich eine Färbung, die je nach verwendeter Cellulose violett oder braun sein kann.